# Muž, který věděl příliš mnoho (Simpsonovi)
Muž, který věděl příliš mnoho (v anglickém originále The Computer Wore Menace Shoes) je 6. díl 12. řady (celkem 254.) amerického animovaného seriálu Simpsonovi. Scénář napsal John Swartzwelder a díl režírovali Mark Kirkland a Jim Reardon. V USA měl premiéru dne 3. prosince 2000 na stanici Fox Broadcasting Company a v Česku byl poprvé vysílán 17. září 2002 na stanici ČT1. V roli hosta v dílu účinkuje Patrick McGoohan jako Číslo 6, hlavní postava ze seriálu The Prisoner, s nímž je tento díl crossoverem.

## Děj
Homer přijde do jaderné elektrárny, kde dlouho čeká před branou, až se od Lennyho a Carla dozví, že dostali e-mailem oznámení, že je volno. Homer se tak rozhodne koupit si počítač, aby mohl přijímat e-maily. Homera zaujme internet a založí si svou vlastní webovou stránku, na které je však jen několik animací, které našel jinde na internetu. Líza mu řekne, že by ho za to mohli žalovat, a Homer tak přejmenuje svou stránku na „stránku pana X“, aby zůstal v anonymitě. Homer se ale trápí, že jeho stránku zatím vůbec nikdo nenavštívil, a Líza mu poradí, aby lidem něco nabídl. Když oknem proletí pneumatika kolemjedoucího auta, které najelo na výmol na silnici, Homer se naštve, že ještě výmol není opravený, a Bart se zmíní, že starosta Quimby utratil peníze z fondu oprav za soukromý bazén. Homera napadne, že takovéto informace by mohl dávat na svůj web. Jeho web se najednou stane velmi populárním. Líza mu však radí, aby toho nechal, dokud je čas. Homer ji ale neposlechne a dál sbírá po městě drby, které pak píše na svou stránku. Za své počínání obdrží pan X dokonce i Pulitzerovu cenu, ale jelikož není známo, kdo pod touto přezdívkou vystupuje, měla jít peněžní hodnota ceny jinam. To Homer nevydržel a odhalil se, že on je pan X. Od té doby si všichni obyvatelé Springfieldu dávají na Homera pozor, a dojdou mu tak informace o kterých by mohl psát. Začne si proto vymýšlet a publikovat dezinformace a nepravdivé zprávy.
Jednou si vyjde do Kwik-E-Martu, před který se ale postavil kamion s kulisami falešného Kwik-E-Martu. Když do něj Homer vejde, kamion s ním odjede pryč. Homer se ocitne na Ostrově, kde se dozví, že jej stejně jako všechny ostatní uvěznili kvůli tomu, že něco ví. Na Ostrově je na každém rohu číhá omamný plyn a podobná nebezpečí. Homer zjistí, že je na Ostrově držen proto, že na svůj web v rámci série dezinformací nevědomky prozradil také tajný plán ohledně očkování proti chřipce. Do domu Simpsonových přijde náhradní Homer, s německým přízvukem a odlišným stylem chování, který se však vydává za pravého Homera. Mezitím se Homer snaží uprchnout z ostrova. Ukradne Číslu 6 únikovou loď, kterou mu právě představil, a plave pryč. Podaří se mu uprchnout, přijde domů a hned sedá k počítači, aby napsal zprávu o Ostrově. Na obrazovce se mu ale písmo sesype, objeví se velitel Ostrova a Homerovi nejde článek publikovat. Když domů přijde i Marge s dětmi, oddechnou si, že vidí pravého Homera. S Homerem se přijde přivítat také Spasitel, který ale na všechny vypustí omamný plyn, a všichni skončí na Ostrově.

## Produkce
Scénář k dílu napsal John Swartzwelder a režíroval Mark Kirkland. Poprvé byl odvysílán na stanici Fox ve Spojených státech 3. prosince 2000. Původně se epizoda týkala Homera, který se stal Mattem Drudgem, tvůrcem a redaktorem zpravodajského agregátoru Drudge Report, jehož je Swartzwelder fanouškem. V té době se epizoda jmenovala Homer Drudgem. Tabulový gag napsal scenárista štábu Don Payne a gaučový gag vymyslela producentka Laurie Biernackieová. 
Třetí dějství je pastišem na sci-fi seriál The Prisoner z roku 1967. Aby se scenáristé „vžili“ do seriálu, zhlédli jeho úvodní pasáž, která shrnuje děj seriálu. Kirkland, který v dětství viděl několik dílů, zhlédl několik epizod seriálu s animátory Simpsonových, aby se mu díl podobal. Byli také ovlivněni modernismem 60. let a designem nábytku ze sci-fi filmu Mechanický pomeranč z roku 1971.
V epizodě se objevil americký herec Patrick McGoohan jako Číslo 6, ústřední postava seriálu The Prisoner, kterou McGoohan hrál. Díl byl jediným případem, kdy si McGoohan zopakoval svou roli Čísla 6. V komentáři na DVD k epizodě Payne řekl, že McGoohan byl „velmi zábavný“ a že se s ním všichni scenáristé chtěli setkat, když přišel nahrát své dialogy pro tuto epizodu.
McGoohan byl údajně se svou rolí v dílu velmi spokojen; když jeho manželka Joan McGoohanová, která je realitní makléřkou, pomáhala štábnímu scenáristovi Maxi Prossovi koupit dům, řekla mu, že Patrick McGoohan je na tuto epizodu hrdý jako na nic jiného ve své kariéře.

## Kulturní odkazy
Díl si utahuje z používání internetu, jehož popularita v té době rychle rostla. „Internet se v tomto historickém období teprve začínal měnit v pořádnou ztrátu času,“ uvedl v komentáři na DVD k epizodě štábní scenárista Matt Selman. Zpravodajská webová stránka, kterou Homer vytvoří, je založena na Drudge Report, agregátoru zpráv, který vytvořil novinář Matt Drudge. Epizoda byla také napsána v době, kdy několik producentů Simpsonových investovalo do společnosti Icebox.com, jež se zabývala animovanými webovými seriály a na jejímž vzniku se podíleli dva bývalí scenáristé Simpsonových.
Ačkoli název epizody odkazuje na Disneyho film The Computer Wore Tennis Shoes z roku 1969, samotná epizoda nemá s filmem „v podstatě nic společného“, jak uvádí M. Keith Booker ve své knize Drawn to Television: Prime-Time Animation from The Flintstones to Family Guy. V epizodě je slogan Homerovy webové stránky „All the muck that's fit to rake“. Jedná se o odkaz na americké noviny The New York Times, jejichž slogan zní „All the News That's Fit to Print“. Slovo „muck“ odkazuje na muckrakery, což je termín úzce spojený s reformně orientovanými novináři, kteří po roce 1900 psali převážně do populárních časopisů.
Ve třetím dějství epizody, které slouží jako parodie na seriál The Prisoner, se objevuje několik odkazů na tento seriál. Když se tajná organizace dozví o Homerově objevu, je odvezen na tajné místo zvané Ostrov. Ostrov je vytvořen podle vzoru Vesnice, kam je ve Vězni odvezen Číslo 6. V seriálu se objevují i další místa, kde se nachází.
Během pobytu na Ostrově je Homer opakovaně zplynován neočekávanými předměty, což je odkaz na způsob, jakým by Číslo 6 často zplynováno v The Prisoner. „S Georgem (Meyerem) jsme se často smáli tomu, jak často byl (Číslo 6) v seriálu zplynován nečekanými zařízeními,“ řekl Scully v komentáři k epizodě na DVD. „A chtěli jsme jich tam nacpat co nejvíc.“ Při útěku z Ostrova je Homer pronásledován „velkým balónem“. Balón je odkazem na Rover, vznášející se bílou kouli v seriálu The Prisoner, která byla vytvořena, aby udržela obyvatele ve Vesnici, a která se objevila i v epizodě 9. řady Radost ze sekty. Hudba, která ve scéně zazní, vychází z ústřední znělky seriálu The Prisoner.

## Vydání a přijetí
V původním americkém vysílání 3. prosince 2000 získal díl podle agentury Nielsen Media Research rating 9,0, což znamená přibližně 9,1 milionu diváků. V týdnu od 27. listopadu do 3. prosince 2000 se epizoda umístila na 28. místě ve sledovanosti, čímž se vyrovnala dílu zpravodajského magazínu Dateline NBC a sitcomu The King of Queens stanice CBS. Po uvedení epizody vytvořili autoři Simpsonových webovou stránku mrxswebpage.com, která byla vytvořena tak, aby se podobala Homerově webové stránce v epizodě. 
Bylo to v době, kdy mnoho televizních pořadů vytvářelo webové stránky k propagaci epizod; na začátku téhož roku vytvořila společnost Fox v souvislosti s premiérou řady webovou stránku s názvem whatbadgerseat.com. 18. srpna 2009 byla epizoda vydána jako součást DVD s názvem The Simpsons: The Complete Twelfth Season. Na audiokomentáři k epizodě se podíleli Mike Scully, Ian Maxtone-Graham, Don Payne, John Frink, Matt Selman, Tom Gammill, Max Pross, Mark Kirkland a Joel H. Cohen.
Po odvysílání se díl setkal se smíšenými ohlasy kritiků. Jason Bailey z DVD Talku jej hodnotil kladně a označil jej za „inteligentní společenskou satiru“. Obzvláště se mu líbila Homerova role v epizodě a jeho neschopnost v zacházení s počítačem považoval za „komediální zlato“. Casey Burchby, další recenzent DVD Talku, si také užil společenskou satiru v epizodě, a i když mu parodie na seriál The Prisoner připadala „bizarní“, tvrdil, že byla „odvážná“.
Mac MacEntire napsal pro DVD Verdict a tvrdil, že epizoda je „vtipná“ za předpokladu, že člověk viděl The Prisoner. DNA Smith popsal díl jako „nezapomenutelný“. Epizoda je také podle Matta Haigha z Den of Geek často považována za oblíbenou u fanoušků.
Na druhou stranu Colin Jacobson z DVD Movie Guide byl epizodou méně ohromen. Ve své recenzi The Simpsons: The Complete Twelfth Season Jacobson napsal, že se mu líbilo, jak díl pojednává o „internetové idiocii“. Napsal: „Některé části působí zastarale, ale na internetu se dnes objevuje ještě více neinformovaných názorů než před devíti lety, takže většina z nich zůstává nadčasová a trefná.“. Kriticky se však vyjádřil ke třetímu dějství epizody. „Po jeho stránce působí, jako by byl určen k pobavení několika fanoušků, a neprojevuje se v něm mnoho skutečné chytrosti nebo vtipu,“ uvedl. Epizodu shrnul jako slušnou, ale nekonzistentní.